# Katharinenkirche (Hügelheim)

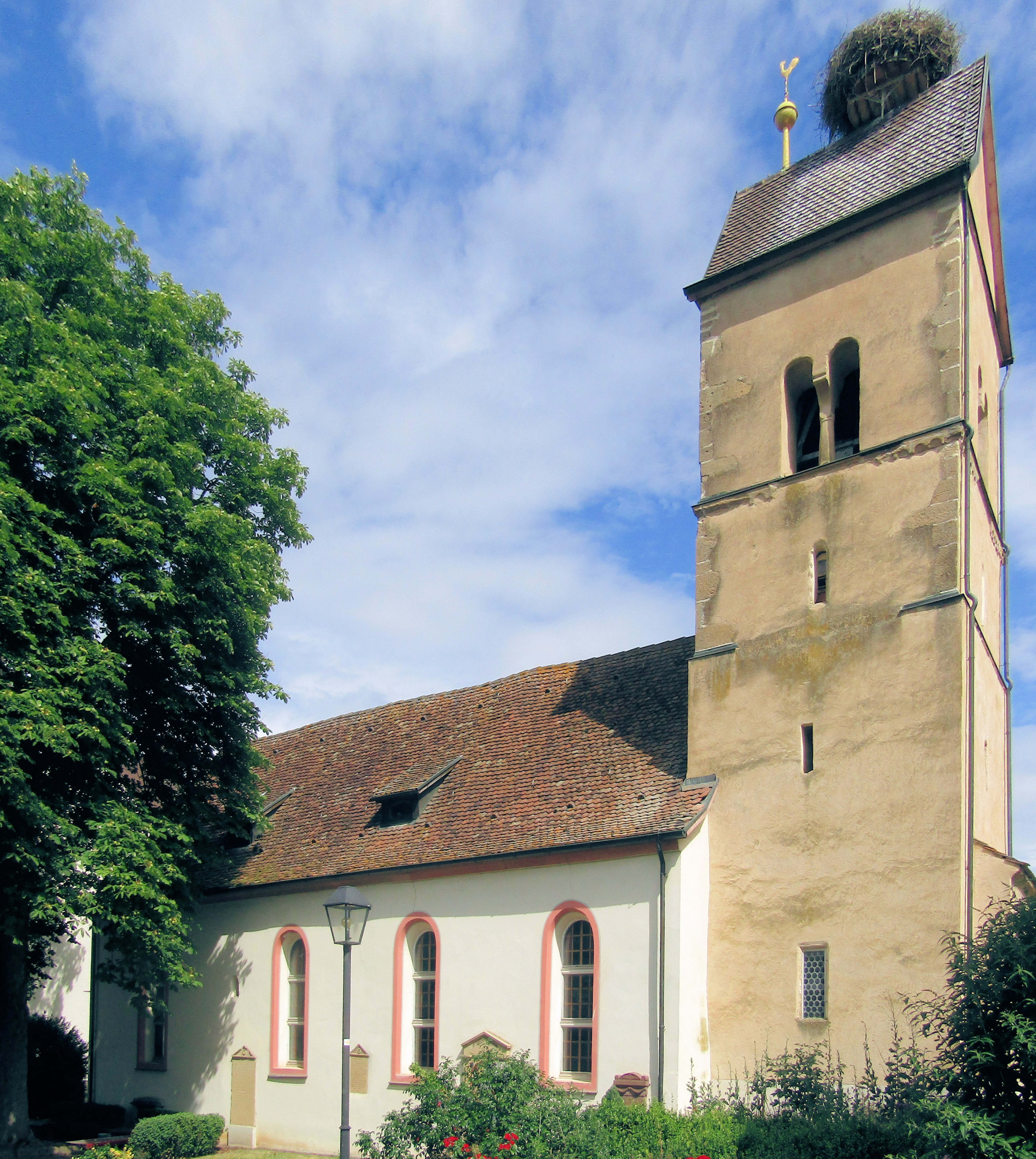
Katharinenkirche in Hügelheim

Die evangelische Katharinenkirche steht in Hügelheim, einem Dorf in der Stadt Müllheim im Markgräflerland im Landkreis Breisgau-Hochschwarzwald in Baden-Württemberg. Die Kirchengemeinde gehört zum Kirchenbezirk Breisgau-Hochschwarzwald der Evangelischen Landeskirche in Baden. Das Bauwerk ist beim Landesamt für Denkmalpflege Baden-Württemberg als Baudenkmal eingetragen.

## Beschreibung
Die Saalkirche besteht aus einem Langhaus und dem Chorturm des spätromanischen Vorgängerbaus im Osten. 1667 wurde das Langhaus verbreitert, es steht nicht mehr in der Achse des Chorturms, sondern weiter nördlich. Das oberste Geschoss des Chorturms beherbergt hinter den als Biforien gestalteten Klangarkaden den Glockenstuhl, in dem vier Kirchenglocken hängen.
Von den Malereien des 15. Jahrhunderts blieb nur eine Szene aus dem Martyrium der heiligen Katharina erhalten. Die Orgel auf der Empore wurde 1977 als Opus 2322 von G. F. Steinmeyer & Co. erbaut.